# Rose Lowder
Rose Lowder (Lima, 1941) és una artista i cineasta peruana. Després de formar-se com a pintora i escultora, Rose Lowder va iniciar el seu camí en la indústria del cinema com a muntadora, però aviat realitzaria les seves pròpies pel·lícules experimentals, centrades en els aspectes visuals i filmades habitualment en entorns naturals. El seu mètode consisteix a filmar fotograma a fotograma, gràcies a una funció de la seva càmera Bolex de 16 mm, que genera una sensació de parpelleig. Mai no edita les seves pel·lícules a posteriori, sinó que fa el muntatge a la càmera. El seu interès resideix en les variacions que possibilita l'art cinematogràfic sobre la realitat, en especial els efectes que alteren la percepció temporal. A més del seu treball com a cineasta, Lowder ha impartit classes a la Sorbona, ha programat pel·lícules difícils de veure i ha creat un arxiu de cinema experimental a Avinyó, on resideix.